# Strada statale 398 Via Val di Cornia
La strada statale 398 Via Val di Cornia (SS 398),, è una strada statale italiana in Toscana che unisce Piombino a buona parte dei comuni della Val di Cornia. La tratta di maggiore importanza (e traffico) è quella tra Piombino e il raccordo con la strada di grande comunicazione (S.G.C.) SS 1 Aurelia nei pressi di Venturina, nel comune di Campiglia Marittima. La SS 398 è la principale via di accesso alla città e al porto di Piombino, nonché la principale via di comunicazione stradale, assieme all'Aurelia stessa. Il segmento occidentale è anche noto in Val di Cornia sotto il nome di "piombinese".

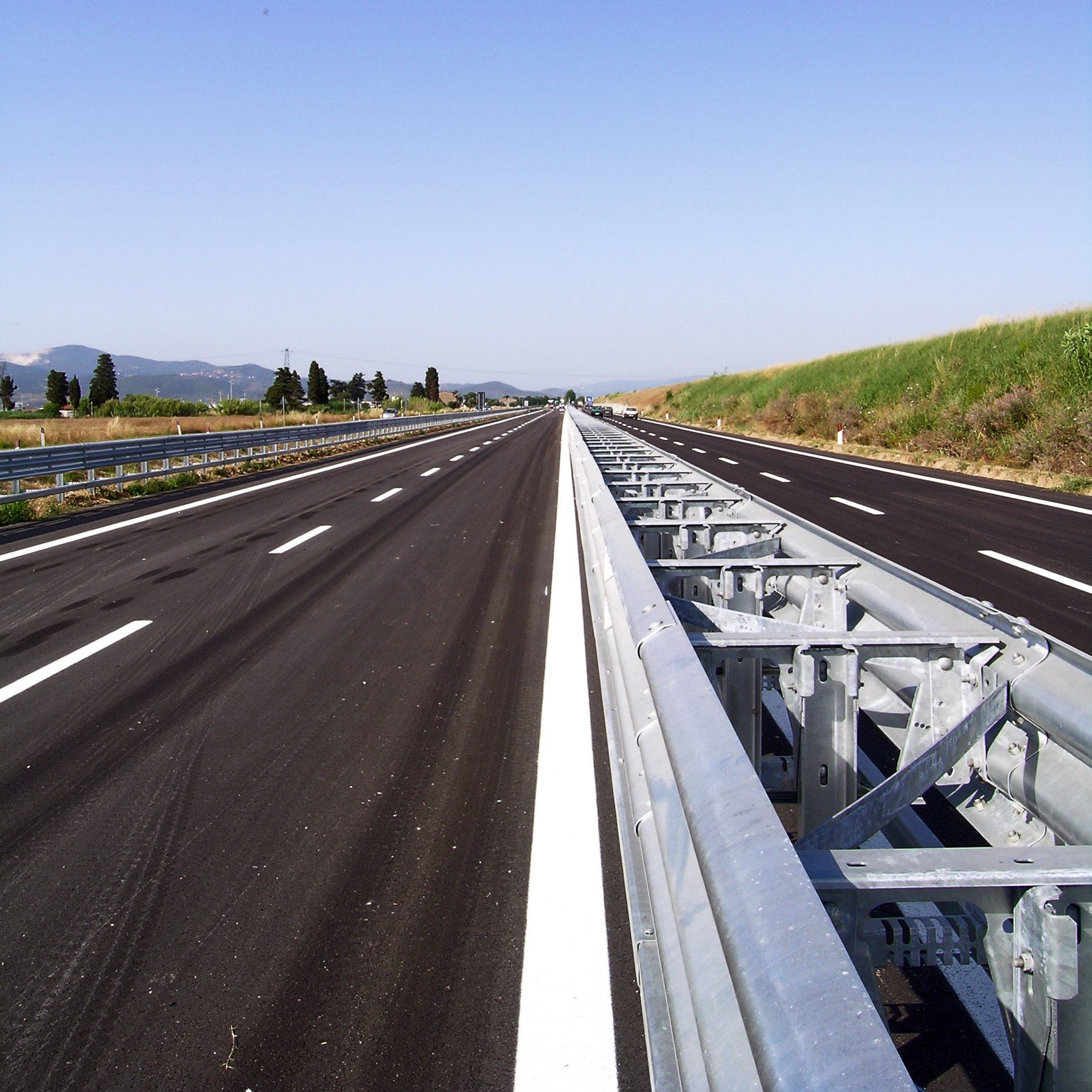
SS398 nel tratto in cui la strada costeggia il fiume Cornia (in argine a destra). Foto scattata il giorno dell'apertura al termine dei lavori di raddoppio a 4 corsie.

## Caratteristiche
Tracciato
Ha inizio nel comune di Piombino, formalmente presso località Colmata; origina con raccordo a T dalla via della Base Geodetica (che collega la frazione di Vignale Riotorto alla frazione di Fiorentina e quindi a Piombino) e tocca: zona industriale di Montegemoli, zona industriale di Campo alla Croce e i comuni di Campiglia Marittima (in particolare la frazione di Venturina) e comune di Suvereto. Ha termine presso Monterotondo Marittimo.
Nella tratta compresa tra località Colmata e il raccordo con l'Aurelia ha struttura a 4 corsie, nelle restanti parti è a 2 corsie di buona ampiezza. La zona rurale di Campo all'Olmo, dove sono presenti numerosi pozzi dell'acquedotto di Piombino, non più direttamente accessibile dopo l'ampliamento a 4 corsie: è ora infatti servita da una variante a 2 corsie.
La strada incrocia, in cavalcavia, la ferrovia Tirrenica nel comune di Campiglia Marittima.
Tratta a 4 corsie
La tratta a 4 corsie dispone di 5 uscite, compresi i capilinea edil breve raccordo a 2 corsie lato Venturina (costruito contestualmente). Tali uscite sono: Colmata, zona industriale Montegemoli e Ponte di Ferro (coesistenti), zona industriale Campo alla Croce, raccordo con SS 1 Aurelia e uscita Coltie (coesistenti) e Venturina.
In questa tratta è presente, in prossimità del raccordo Aurelia e in corrispondenza dello spartitraffico, una fila di platani: è quanto rimane dell'originario filare che seguiva il lato nord della precedente strada a 2 corsie.
In alcuni punti sono state installate barriere antirumore, non sono presenti stazioni di servizio.

## Gestione
In seguito al decreto legislativo n. 112 del 1998, dal 2001 la gestione del tratto Monterotondo Marittimo-Venturina (dal km 0,000 al km 36,300) è passata dall'ANAS alla Regione Toscana che ha poi devoluto le competenze alla Provincia di Grosseto e alla Provincia di Livorno per le tratte territorialmente competenti.
Nel 2018 in seguito al piano di rientro strade tutto il tratto è rientrato a strada statale e pertanto gestito dall'ANAS

## Traffico
Convoglia la stragrande maggioranza del traffico da e verso Piombino. Il traffico generalmente è scorrevole, ma in estate, quando il flusso turistico diventa rilevante, si verificano spesso forti rallentamenti principalmente lato Piombino in direzione di quest'ultimo, come conseguenza delle frequenti code che originano nella via della Base Geodetica (a 2 corsie) tra Colmata e Fiorentina.

## Storia
Fino agli anni cinquanta la SS 398 raggiunge il centro di Piombino attraversando le aree attualmente occupate dagli stabilimenti siderurgici e confluendo quindi in corso Italia. Successivamente la tratta Piombino - Colmata è dismessa (una parte di essa è tutt'oggi percorribile in località Terre Rosse) e la direttrice di traffico spostata sull'asse viale Unità d'Italia - strada provinciale 23 della Principessa - strada provinciale 23 bis via della base geodetica, che incontra il vecchio tracciato in località Colmata. Buona parte di viale Unità d'Italia è realizzato a 4 corsie, anche se con dislivelli superiori al vecchio tracciato.
Nel 1993, parallelamente all'apertura della nuova variante Aurelia, è raddoppiato il tratto Venturina-Piombino, ma soltanto per i pochi chilometri situati all'interno del comune di Campiglia Marittima.
Nel luglio 2004, dopo alcuni anni di lavori e rinvii, è inaugurato il prolungamento della tratta raddoppiata che così copre la distanza Venturina-Colmata. A gennaio 2009, non sono stati eseguiti ulteriori lavori di adeguamento.

## Futuro
Il progetto complessivo prevede il prolungamento da Colmata verso Piombino: a 4 corsie fino a località Gagno, quindi superamento a 2 corsie degli stabilimenti siderurgici in sopraelevata fino al porto. In località Gagno è prevista anche la congiunzione a viale Unità d'Italia mediante rotatoria.
In questo modo la strada tornerebbe a percorrere, anche se in parte e forma diversa, la tratta storica abbandonata negli anni cinquanta.